# Mitsubishi Heavy Industries Football Club 1978
Questa voce raccoglie le informazioni riguardanti il Mitsubishi Heavy Industries nelle competizioni ufficiali della stagione 1978.

## Stagione
Nella prima parte della stagione il Mitsubishi Heavy Industries, che nel precampionato aveva integrato nella propria rosa alcuni giovani come Noboru Nagao e Kazuo Ozaki, si accreditò come principale avversario della lotta al titolo nazionale contro i detentori del Fujita Kogyo, concludendo la prima fase del torneo con tre punti di distacco sugli avversari. Nel corso della pausa la squadra disputò la Coppa di Lega dove, dopo aver passato la fase a gironi vincendo tutte le gare, eliminò Yanmar Diesel e Furukawa Electric per poi ritrovarsi in finale il Fujita Kogyo, sconfitto dopo i tempi supplementari.
Alla ripresa del campionato il Mitsubishi Heavy Industries approfittò del declino del Fujita Kogyo per passare in testa, prendendo successivamente il largo fino ad aggiudicarsi il terzo titolo nazionale: a questo risultato seguì la vittoria in Coppa dell'Imperatore (ottenuta sconfiggendo il Toyo Kogyo), che andò a completare il primo treble ottenuto da una squadra giapponese.

## Maglie e sponsor
Nel corso del girone di andata la squadra indossò le consuete divise di colore blu, affiancate da una seconda versione interamente bianca con strisce blu sulle spalle. In concomitanza con il primo match della coppa di Lega, il Mitsubishi Heavy Industries adottò definitivamente il rosso come colore sociale, con delle divise prodotte dalla Puma che recavano dei bordi e un colletto di colore bianco e blu scuro.
| Manica sinistra · Manica sinistra · Maglietta · Maglietta · Manica destra · Manica destra · Pantaloncini · Calzettoni | Manica sinistra · Manica sinistra · Maglietta · Maglietta · Manica destra · Manica destra · Pantaloncini · Calzettoni | Manica sinistra · Manica sinistra · Maglietta · Maglietta · Manica destra · Manica destra · Pantaloncini · Calzettoni |

## Rosa
| N. |                     | Ruolo | Calciatore                |
| -- | ------------------- | ----- | ------------------------- |
| 1  | Giappone (bandiera) | P     | Mitsuhisa Taguchi         |
| 2  | Giappone (bandiera) | D     | Satoru Kawashima          |
| 3  | Giappone (bandiera) | D     | Kazuo Saitō               |
| 5  | Giappone (bandiera) | C     | Hiroshi Ochiai (Capitano) |
| 6  | Giappone (bandiera) | D     | Hisao Suzuki              |
| 10 | Giappone (bandiera) | A     | Hisao Sekiguchi           |
| 11 | Giappone (bandiera) | C     | Mitsunori Fujiguchi       |
| 12 | Giappone (bandiera) | C     | Mitsuo Katō               |
| 13 | Giappone (bandiera) | A     | Ikuo Takahara             |
| 14 | Giappone (bandiera) | C     | Masatoshi Matsunaga       |
| 19 | Giappone (bandiera) | C     | Noboru Nagao              |

| N. |                     | Ruolo | Calciatore        |
| -- | ------------------- | ----- | ----------------- |
| 21 | Giappone (bandiera) | A     | Kazuo Ozaki       |
| 22 | Giappone (bandiera) | P     | Satoshi Yamaguchi |
|    | Giappone (bandiera) | D     | Kuniya Daini      |
|    | Giappone (bandiera) | D     | Yasuyuki Kishino  |
|    | Giappone (bandiera) | D     | Yuzuru Oguro      |
|    | Giappone (bandiera) | D     | Miichiro Umeda    |
|    | Giappone (bandiera) | C     | Michio Ashikaga   |
|    | Giappone (bandiera) | C     | Hiroshi Muramatsu |
|    | Giappone (bandiera) | A     | Ichirō Hosotani   |
|    | Giappone (bandiera) | A     | Kazumi Takada     |

## Risultati

### Japan Soccer League Cup
| Okayama 25 agosto 1978 | Mitsubishi HI | 2 – 0 | Yanmar Diesel |  |

| Okayama 26 agosto 1978 | Mitsubishi HI | 2 – 0 | Yomiuri |  |

| Okayama 27 agosto 1978 | Mitsubishi HI | 2 – 1 (d.t.s.) | Fujita Kogyo |  |

### Coppa dell'Imperatore
| Gifu 25 dicembre 1978 | Mitsubishi HI | 3 – 1 | Waseda Daigaku |  |

| Tokyo 27 dicembre 1978 | Mitsubishi HI | 5 – 0 | Sapporo University | Nishigaoka Stadium |

| Tokyo 30 dicembre 1978 | Mitsubishi HI | 1 – 0 (d.t.s.) | Furukawa Electric | National Stadium |

| Tokyo 1º gennaio 1979  | Mitsubishi HI | 1 – 0 | Toyo Kogyo | National Stadium |
| Takahara 58’ Marcatori |               |       |            |                  |
|                        |               |       |            |                  |
| Takahara 58’           | Marcatori     |       |            |                  |

## Statistiche

### Statistiche di squadra
| Competizione          | Punti | Totale | Totale | Totale | Totale | Totale | Totale | DR  |
| Competizione          | Punti | G      | V      | N      | P      | Gf     | Gs     | DR  |
| --------------------- | ----- | ------ | ------ | ------ | ------ | ------ | ------ | --- |
| JSL Division 1        | 54    | 18     | 13     | 1      | 4      | 30     | 13     | +17 |
| JSL Cup               | -     | 3      | 3      | 0      | 0      | 6      | 1      | +5  |
| Coppa dell'Imperatore | -     | 4      | 4      | 0      | 0      | 10     | 1      | +9  |
| Totale                | -     | 25     | 20     | 1      | 4      | 40     | 14     | +26 |

### Statistiche dei giocatori
| Giocatore    | JSL Division 1 | JSL Division 1 | JSL Cup  | JSL Cup | Coppa dell'Imperatore | Coppa dell'Imperatore | Totale   | Totale |
| Giocatore    | Presenze       | Reti           | Presenze | Reti    | Presenze              | Reti                  | Presenze | Reti   |
| ------------ | -------------- | -------------- | -------- | ------- | --------------------- | --------------------- | -------- | ------ |
| M. Ashikaga  | 0              | 0              | ?        | ?       | ?                     | ?                     | 0+       | 0+     |
| K. Daini     | 0              | 0              | ?        | ?       | ?                     | ?                     | 0+       | 0+     |
| M. Fujiguchi | 18             | 3              | ?        | ?       | 1+                    | ?                     | 19+      | 3+     |
| I. Hosotani  | 15             | 5              | ?        | ?       | ?                     | ?                     | 15+      | 5+     |
| M. Kato      | 17             | 3              | ?        | ?       | 1+                    | ?                     | 18+      | 3+     |
| Kawashima    | ?              | ?              | ?        | ?       | 1+                    | ?                     | 1+       | ?      |
| M. Matsunaga | ?              | ?              | ?        | ?       | 1+                    | ?                     | 1+       | ?      |
| N. Nagao     | 18             | ?              | ?        | ?       | 1+                    | ?                     | 19+      | ?      |
| H. Ochiai    | 18             | 1              | ?        | ?       | 1+                    | ?                     | 19+      | 1+     |
| K. Ozaki     | 1              | 0              | ?        | ?       | 1+                    | ?                     | 2+       | 0+     |
| K. Saito     | 13             | 0              | ?        | ?       | 1+                    | ?                     | 14+      | 0+     |
| H. Sekiguchi | 18             | 4              | ?        | ?       | ?                     | ?                     | 18+      | 4+     |
| H. Suzuki    | ?              | ?              | ?        | ?       | 1+                    | ?                     | 1+       | ?      |
| M. Taguchi   | 18             | -13            | ?        | -?      | 1+                    | -?                    | 19+      | -13+   |
| K. Takada    | 8              | 3              | ?        | ?       | ?                     | ?                     | 8+       | 3+     |
| I. Takahara  | 10             | 1              | ?        | ?       | 1+                    | 1+                    | 11+      | 2+     |